# Earl of Angus
Mormaer von Angus ist ein alter schottischer Adelstitel. Ab Mitte des 12. Jahrhunderts heißt der Titel Earl of Angus und ist ein erblicher britischer Adelstitel in der Peerage of Scotland.

Angus (Schottland)

## Geschichte des Titels

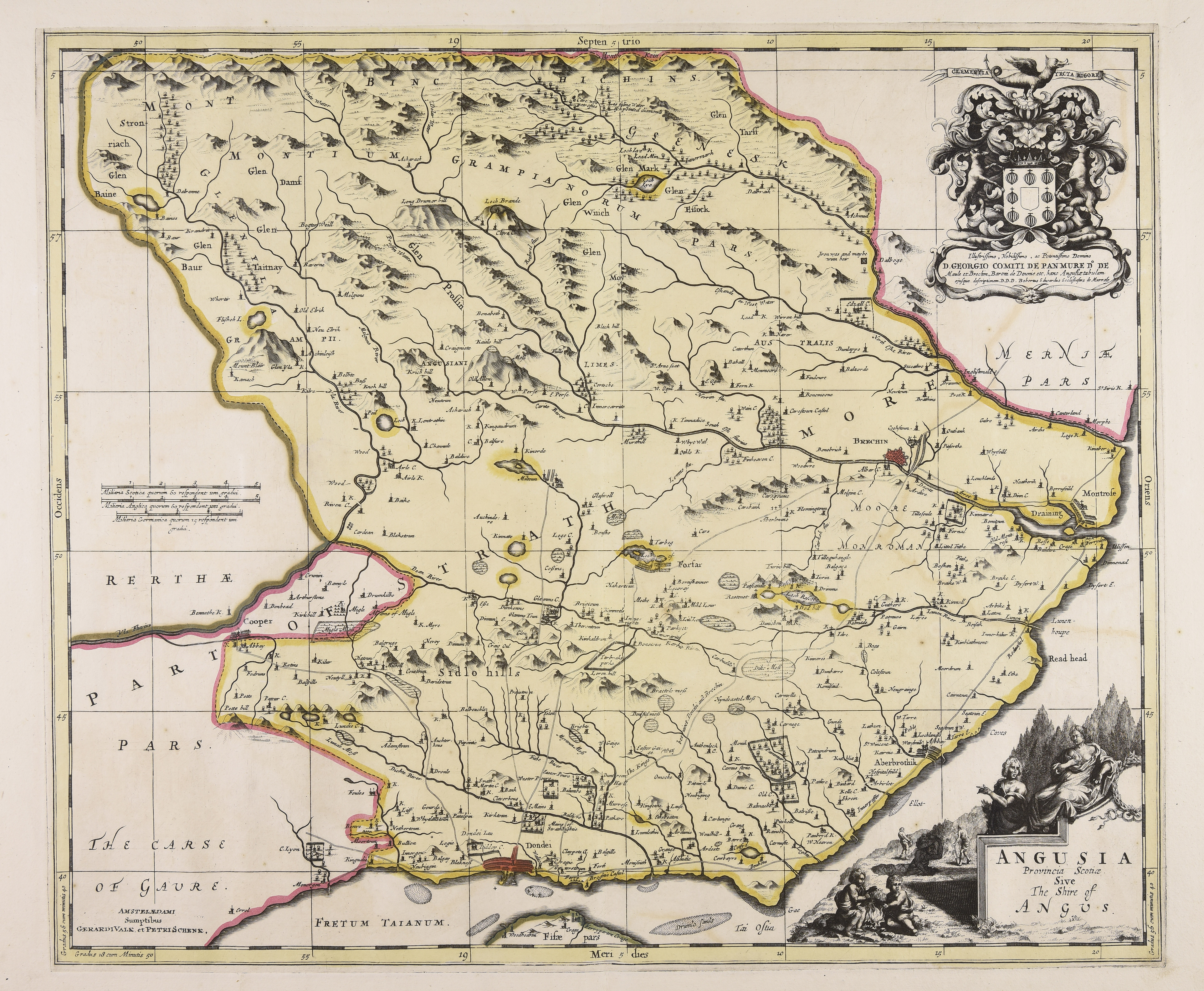
Karte von Angus um 1700

Mormaer ist die mittelalterliche schottische Bezeichnung für einen Provinzherrscher und entspricht dem englischen Earl. Das namensgebende Angus war eine der sieben ursprünglichen Provinzen des Königreichs Schottland. Die Provinz war geteilt in Sheriffdoms, diese wiederum in Baronien. Ein wichtiges Zentrum war der Bischofssitz Brechin, ein weiteres die 1178 von König Wilhelm dem Löwen gestiftete Benediktinerabtei Arbroath Abbey.
Vermutlich seit Gründung des Königreichs Schottland im 9. Jahrhundert wurde Angus von schottisch-gälischen Mormaers regiert. Der Mormaer Gillebride nannte sich erstmals 1135 „Earl of Angus“. In den 1240er-Jahren gelangten Titel und Provinz durch Eheschließung mit den anglonormannischen Adligen Sir Gilbert de Umfraville an die Familie Umfraville. Diese besaßen auch Ländereien in England und standen im Rahmen der Schottischer Unabhängigkeitskriege auf englischer Seite, weshalb König Robert I. den Titel 1314 einzog und die Ländereien in Schottland beschlagnahmte.
Zwischen dem 24. Oktober 1328 und dem 15. Juni 1329 verlieh König Robert I. den Earlstitel an John Stewart aus dem Haus Stewart. Dessen Enkelin, die 4. Countess of Angus verzichtete 1389 zugunsten der Krone auf ihren Titel, den König Robert II. sodann am 9. April 1389 für ihren unehelichen Sohn George Douglas, 1. Earl of Angus, den Begründer der „roten Linie“ des Hauses Douglas neu verlieh. Die Verleihung erfolgte mit dem besonderen Zusatz, dass der Titel in Ermangelung eigener Nachkommen auch an dessen Tante mütterlicherseits, Elizabeth, die mir Sir Alexander Hamilton, of Ballencrieff and Innerwick († um 1400), verheiratet war. Am 14. Juni 1633 wurde sein Nachfahre, der 11. Earl, zum Marquess of Douglas erhoben. Earl of Angus wurde damit zu einem nachgeordneten Titel, der als Höflichkeitstitel vom jeweiligen Heir apparent geführt wurde. Der 3. Marquess wurde 1703 zum Duke of Douglas erhoben, starb aber 1761 kinderlos, so dass der Duke-Titel wieder erlosch. Der Marquess- und der Earl-Titel fielen an den 7. Duke of Hamilton aus dem Haus Douglas-Hamilton. Die beiden Titel sind bis heute nachgeordnete Titel des Duke of Hamilton.

## Liste der Earls of Angus

### Gälische Mormaers
- Indrechtach / Indechtraig (frühes 10. Jahrhundert)
- Dubacan († vor 937)
- Maelbridge (?)
- Cuncar / Conchar (vor 1000)
- Fynebole, Lady of Fettercairn (um 1000)
- Dufugan (vor 1120)

### Gälische Earls (Clan Ogilvy)
- Gillebride, 1. Earl of Angus (1130–um 1187)
- Adam, 2. Earl of Angus (vor 1150–1198)
- Gille Críst, 3. Earl of Angus († 1204)
- Donnchadh, 4. Earl of Angus († 1214)
- Maol Choluim, 5. Earl of Angus (vor 1200–1242)

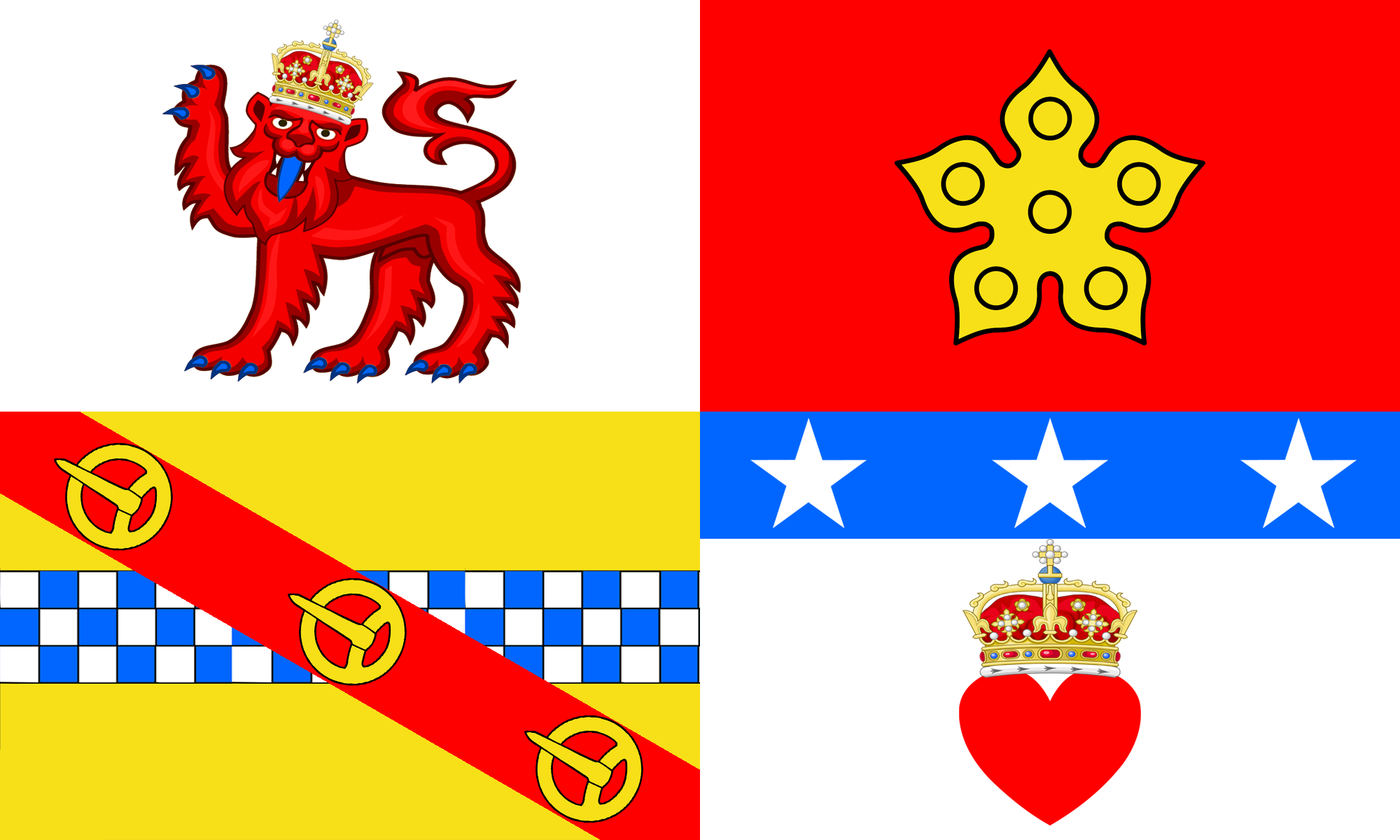
Flagge des County of Angus mit den Wappen der frühen Mormaers: Ogilvy, Umfraville, Stewart of Bonkyll und Douglas

- Flagge des County of Angus mit den Wappen der frühen Mormaers: Ogilvy, Umfraville, Stewart of Bonkyll und DouglasMatilda, 6. Countess of Angus (vor 1230–1267)

- ⚭ John Comyn, iure uxoris Earl of Angus († 1242)
- ⚭ Gilbert de Umfraville, iure uxoris Earl of Angus († 1245)

### Anglonormannische Earls (HausUmfraville)
- Gilbert de Umfraville, 7. Earl of Angus (1244–1307)
- Robert de Umfraville, 8. Earl of Angus (1276–1325) (Titel verwirkt 1314)
  - Gilbert de Umfraville, 9. Earl of Angus (1310–1381), Titular-Earl

### Earls of Angus (Stewart of Bonkyll), Verleihung 1329
- John Stewart, 1. Earl of Angus († 1331)
- Thomas Stewart, 2. Earl of Angus († 1361)
- Margaret Stewart, 3. Countess of Angus († 1417) (Titelverzicht 1389)

### Earls of Angus (Rote Linie des HausesDouglas), Verleihung 1389
- George Douglas, 1. Earl of Angus (1378–1402)
- William Douglas, 2. Earl of Angus (um 1398–1437)
- James Douglas, 3. Earl of Angus (1428–1446)
- George Douglas, 4. Earl of Angus (1429–1462)
- Archibald Douglas, 5. Earl of Angus (1453–1514)
- Archibald Douglas, 6. Earl of Angus (1490–1557)
- David Douglas, 7. Earl of Angus (um 1515–1558)
- Archibald Douglas, 8. Earl of Angus (1556–1588)
- William Douglas, 9. Earl of Angus (1533–1591)
- William Douglas, 10. Earl of Angus (1552–1611)
- William Douglas, 1. Marquess of Douglas, 11. Earl of Angus (1589–1660)
- James Douglas, 2. Marquess of Douglas, 12. Earl of Angus (1646–1700)
- Archibald Douglas, 1. Duke of Douglas, 13. Earl of Angus (1694–1761)
- James Douglas-Hamilton, 7. Duke of Hamilton, 14. Earl of Angus (1755–1769)
- Douglas Douglas-Hamilton, 8. Duke of Hamilton, 15. Earl of Angus (1756–1799)
- Archibald Douglas-Hamilton, 9. Duke of Hamilton, 16. Earl of Angus (1740–1819)
- Alexander Douglas-Hamilton, 10. Duke of Hamilton, 17. Earl of Angus (1767–1852)
- William Douglas-Hamilton, 11. Duke of Hamilton, 18. Earl of Angus (1811–1863)
- William Douglas-Hamilton, 12. Duke of Hamilton, 19. Earl of Angus (1845–1895)
- Alfred Douglas-Hamilton, 13. Duke of Hamilton, 20. Earl of Angus (1862–1940)
- Douglas Douglas-Hamilton, 14. Duke of Hamilton, 21. Earl of Angus (1903–1973)
- Angus Douglas-Hamilton, 15. Duke of Hamilton, 22. Earl of Angus (1938–2010)
- Alexander Douglas-Hamilton, 16. Duke of Hamilton, 23. Earl of Angus (* 1978)

Titelerbe (Heir Apparent) ist der Sohn des aktuellen Titelinhabers, Douglas Douglas-Hamilton, Marquess of Douglas and Clydesdale (* 2012).